# پرونده خانه اصفهان
پروندهٔ خانه اصفهان در رابطه با حادثهٔ محلهٔ خانه اصفهان است. در حادثهٔ خانه اصفهان که ۲۵ آبان ۱۴۰۱ و در بحبوحهٔ خیزش اعتراضی ایران اتفاق افتاد، به ادعای حکومت ایران دو بسیجی و یک سرهنگ یگان ویژه توسط معترضان کشته شدند. این پرونده پنج متهم داشت که سه نفر از آن‌ها (مجید کاظمی، صالح میرهاشمی و سعید یعقوبی) توسط قوه قضائیه جمهوری اسلامی ایران اعدام شدند.
این پرونده به علت احکام صادره برای امیررضا نصرآزادانی، بازیکن فوتبال سابق تیم‌های فوتبال باشگاهی ایران، ابعاد داخلی و بین‌المللی پیدا کرد. همچنین اعلام و اجرای احکام اعدام متهمان این پرونده موجی از محکومیت داخلی و بین‌المللی را به دنبال داشت و مناطق مختلف ایران شامگاه روز اعدام صحنه تظاهرات شد.

## حادثه
شامگاه ۲۵ آبان ۱۴۰۱ و در بحبوحه خیزش اعتراضی در اصفهان، دو بسیجی و یک مأمور نیروی انتظامی که برای سرکوب معترضان در میدان نگهبانی محله خانه اصفهان حضور داشتند به ضرب گلوله کشته شدند. چندی بعد رئیس کل دادگستری استان اصفهان اعلام کرد چند معترض در ارتباط با این پرونده در اصفهان بازداشت شده‌اند.
به ادعای مقامات حکومت ایران در این درگیری دو بسیجی به نام‌های محسن حمیدی و محمد کریمی و یک سرهنگ یگان ویژه به نام اسماعیل چراغی کشته شدند.

## دادگاه
دادگاه حادثه خانه اصفهان که به پرونده خانه اصفهان معروف شد پنج متهم داشت. در این دادگاه مجید کاظمی، صالح میرهاشمی و سعید یعقوبی به اعدام محکوم شدند. امیر نصر آزادانی، فوتبالیست، نیز در چندین اتهام به زندان محکوم شده که طولانی‌ترین آن ۱۶ سال حبس مربوط به اتهام «معاونت در محاربه» است. سهیل جهانگیری، متهم ردیف پنجم این پرونده هم به دو سال حبس محکوم شد.
عبدالله جعفری، رئیس دادگستری اصفهان، در آذر ۱۴۰۱ اعلام کرد نصر آزادانی به «بغی، عضویت در گروه‌های غیرقانونی، تبانی برای برهم زدن امنیت و در نتیجه مشارکت در محاربه و افساد فی‌الارض» متهم شده است که طبق قانون مجازات اسلامی ایران سنگین‌ترین جرم محسوب می‌شود و معمولاً مجازات آن اعدام است. پرونده خانه اصفهان به خاطر امیر نصرآزادانی، فوتبالیست سابق تیم‌های فوتبال ایران، ابعاد داخلی و بین‌المللی پیدا کرد.
دادگاه رسیدگی به اتهامات مجید کاظمی، سعید یعقوبی و صالح میرهاشمی در ۴ جلسه و دی ماه ۱۴۰۱ در دادگستری استان اصفهان برگزار شد. به گزارش ۱۵۰۰ تصویر، دومین جلسه این دادگاه، در حالی برگزار شد که وضعیت جسمی کاظمی «به شدت وخیم» توصیف شده و گفته شده او «از شدت شکنجه‌های این مدت حتی نمی‌توانسته راه برود». در فاصلهٔ بسیار کوتاهی در همان ماه نیز مرکز رسانهٔ قوهٔ قضائیه از صدور حکم اعدام برای این سه شهروند خبر داد. نهایتاً نیز در خبری که در تاریخ ۲۰ اردیبهشت ۱۴۰۲ منتشر شد، شعبهٔ نهم دیوان عالی کشور حکم اعدام هر سه را با اتهام «محاربه» تأیید کرد.
همه معترضان بازداشت‌شده در پرونده خانه اصفهان طی ماه‌ها بازداشت و تا پس از صدور حکم اعدام از دسترسی به وکیل انتخابی محروم بودند.

## اعتراف اجباری
مجید کاظمی در ۲۳ دی‌ماه ۱۴۰۱ در یک تماس صوتی از زندان با نزدیکانش گفته بود زیر شکنجه ناچار به اعتراف شده است.
شامگاه پنج‌شنبه ۲۱ اردیبهشت ماه ۱۴۰۲ و سه روز پس از انتشار گزارش‌هایی از رد فرجام‌خواهی مجید کاظمی، سعید یعقوبی و صالح میرهاشمی در دیوان عالی کشور و «تأیید حکم اعدام» آنها، ستاد خبری سازمان اطلاعات سپاه اقدام به پخش صحنه‌هایی از اعتراف‌ها در جمهوری اسلامی ایران این سه معترض کرد. این ویدئو از صدا و سیمای جمهوری اسلامی ایران نیز پخش شد.
شبکه اصفهان نیز شامگاه دوشنبه ۲۵ اردیبهشت ۱۴۰۲ بار دیگر اقدام به پخش صحنه‌هایی از این ویدئو کرد. پخش مجدد این فیلم از شبکه اصفهان صدا و سیما نشانگر نوعی واکنش به اعتراضاتی بود که در مقابل زندان دستگرد اصفهان علیه اعدام این سه زندانی انجام گرفت.
در برنامه پخش شده، هر سه نفر در محلی خارج از زندان و با لباس عادی در خصوص شب حادثه صحبت می‌کنند و از دسترسی خود به «اسلحه» می‌گویند و این که «یکسری تیراندازی» انجام داده‌اند و حضور افراد دیگری که «تیراندازی» کرده‌اند را هم تأیید می‌کنند، اما صحبتی از شلیک به نیروهای امنیتی نمی‌کنند. این سه متهم همچنین در اعترافات خود می‌گویند که «تحت تأثیر» اینستاگرام بوده‌اند و از مسئولان جمهوری اسلامی بابت فیلترینگ آن تشکر می‌کنند. در بخشی از تصاویر پخش شده، در صدا و سیما دکور و صحنه و همچنین نوع لباس این سه متهم به گونه‌ای تعیین شده که بنظر می‌رسد آنها در شرایط عادی اقدام به اعتراف کرده‌اند.

## احکام
براساس احکام صادره صالح میرهاشمی بلطاقی به اتهام محاربه از طریق کشیدن سلاح کلت کمری، تشکیل و اداره گروه مجرمانه به قصد برهم زدن امنیت کشور و اجتماع و تبانی منتهی به جرائم ضد امنیت داخلی به اعدام و به اتهام عضویت و همکاری با سازمان مجاهدین خلق ایران به ۱۰ سال حبس تعزیری محکوم شد.
مجید کاظمی شیخ شبانی متهم ردیف دوم پرونده به اتهام محاربه از طریق کشیدن سلاح کلاشینکف به اعدام و برای اتهامات عضویت در دسته‌جات و جمعیت غیرقانونی به قصد برهم زدن امنیت کشور و اجتماع و تبانی منتهی به جرایم ضد امنیت داخلی به ۱۰ سال حبس تعزیری محکوم شد.
سعید یعقوبی کردسفلی متهم ردیف سوم پرونده به اتهام محاربه از طریق اقدام به کشیدن اسلحه و استفاده از کلت کمری به اعدام و برای اتهامات عضویت در دسته‌جات و جمعیت غیرقانونی به قصد برهم زدن امنیت کشور و اجتماع و تبانی منتهی به جرایم ضد امنیت داخلی کشور به ۱۰ سال حبس تعزیری محکوم شده است.
این پرونده سه متهم دیگر نیز داشت که در آن امیر نصر آزادانی، فوتبالیست اصفهانی به ۱۶ سال زندان و سهیل جهانگیری نیز به دو سال زندان محکوم شد. برای جابر میرهاشمی فرزند هاشم متهم ردیف ششم این پرونده نیز حکم برائت صادر شده است.

### اعتراضات به احکام اعدام
اتحادیه جهانی فوتبالیست‌های حرفه‌ای روز دوشنبه ۲۱ آذر ۱۴۰۱ اعلام کرد از احتمال صدور حکم اعدام برای امیررضا نصر آزادانی «شوکه و دچار انزجار» شده است.
سازمان عفو بین‌الملل جمعه ۲۲ اردیبهشت ۱۴۰۲ در بیانیه‌ای با تأکید بر اینکه این سه معترض از دسترسی به وکیل انتخابی محروم بوده‌اند و وادار به «اعترافات اجباری» شده‌اند، گفت که «محاکمه برگزار شده برای آنها به شدت ناعادلانه بوده است». اعتراض به حکم اعدام متهمان این پرونده در شبکه‌های اجتماعی نیز انعکاس گسترده‌ای یافت و هشتگ خانه اصفهان برای دومین روز ترند فارسی شد.
با افزایش نگرانی‌ها از احتمال اجرای حکم اعدام متهمان پرونده اصفهان، اعضای خانواده آن‌ها و همچنین جمعی از مردم اصفهان شامگاه یکشنبه ۲۴ اردیبهشت ۱۴۰۲ به منظور جلوگیری از این اعدام‌ها در مقابل زندان مرکزی اصفهان تجمع کردند. یک روز بعد گروهی از حقوقدانان و وکلای دادگستری، در نامه‌ای به رئیس قوه قضاییه جمهوری اسلامی و قضات دیوان عالی کشور، خواستار توقف فوری اجرای مجازات اعدام سه متهم پرونده «خانه اصفهان» شدند. همزمان غلامحسین محسنی اژه‌ای، رئیس قوه قضائیه ایران، در سخنانی بدون اشاره مستقیم به این پرونده در جلسه شورای عالی قضایی گفت که این نهاد مصمم است «در رسیدگی به پرونده عناصر قتل و شهادت» نیروهای پلیس «نهایت قاطعیت و سرعت عمل» را به خرج دهد.
سه زندانی متهم محکوم به اعدام روز چهارشنبه ۲۷ اردیبهشت ۱۴۰۲ در نامه‌ای که از زندان اصفهان منتشر کردند، خود را «بچه‌های ایران» نامیدند و خطاب به مردم ایران نوشتند «سلام. از همشهریان و هموطنان عزیز تقاضا داریم نگذارید ما را بکشند. ما به یاری شما نیاز داریم. به حمایت شما نیازمندیم.» شامگاه همین روز و در پی افزایش نگرانی از احتمال اعدام متهمان پرونده اصفهان و گزارش‌ها از در خواست کمک آنها برای جلوگیری از حکم اعدام، حامیان آنها و معترضان به احکام اعدام راهی زندان دستگرد اصفهان شدند که منجر به ترافیک سنگینی در مسیرهای منتهی به این زندان شد.

## اعدام متهمان
خبرگزاری قوه قضائیه ایران، میزان، روز جمعه ۲۹ اردیبهشت ۱۴۰۲ اعلام کرد سه متهم این پرونده اعدام شده‌اند. که موجی از محکومیت داخلی و بین‌المللی را به دنبال داشت.

### واکنش‌ها
شماری از معترضان در تهران از پنجره و پشت‌بام شعار داده و در زاهدان نیز در تظاهرات هفتگی پس از نماز جمعه شعارهایی داده شده است. خاکسپاری میرهاشمی، مجید کاظمی و سعید یعقوبی، به سرعت و با تدابیر امنیتی در سه نقطه جداگانه انجام گرفته و نیروهای امنیتی مانع از جمع شدن مردم بر مزار مجید کاظمی شدند. فعالان سیاسی و مدنی در ایران از جمله حسین رونقی، سپیده رشنو، شهریار شمس، مادران دادخواه، مژگان افتخاری، مادر مهسا امینی یا فیض‌الله عرب‌سرخی به اعدام این سه نفر واکنش نشان دادند.
مناطق مختلف تهران، اصفهان، مشهد، کرج، مهاباد، بندرعباس و شمار دیگری از شهرهای ایران عصر و شامگاه جمعه ۲۹ اردیبهشت صحنه تظاهرات در اعتراض به اعدام این سه نفر بود و مردم معترض با شعار «مرگ بر دیکتاتور»، «مرگ بر جمهوری اعدامی» و «تا دیکتاتور رو کاره، قیام ادامه داره» بار دیگر به خیابان آمدند. این تظاهرات شبانه در تهران، مشهد، آبدانان و گرگان در ۳۰ اردیبهشت و دومین شب ادامه پیدا کرد.
هم‌زمان با ادامهٔ اعتراض‌های گستردهٔ جهانی به اعدام این سه معترض در زندان دستگرد اصفهان، دانشجویان در دانشگاه‌های مختلف ایران نیز روز شنبه ۳۰ اردیبهشت تجمع‌های اعتراضی برگزار کردند. در این تجمع‌ها که از جمله در دانشگاه‌های بهشتی، تهران، الزهرا، زنجان، و تربیت مدرس برگزار شد، برخی دانشجویان لباس مشکی بر تن داشتند و علیه موج اعدام‌ها و تشدید فشارها شعار سردادند.
پنجمین روز از هفتاد و ششمین جشنواره فیلم کن روز شنبه ۳۰ اردیبهشت در شرایطی برگزار شد که سینماگران حاضر در نشستی تحت عنوان «سینما و ایران: یک صدای اجتماعی بنیادین»، با نمایش تصاویر مجید کاظمی، صالح میرهاشمی و سعید یعقوبی، به گسترش موج اعدام و سرکوب در ایران اعتراض کردند.
اتحادیه اروپا اعدام این سه متهم را به «شدیدترین لحن ممکن» محکوم کرد.
پنی وانگ، وزیر خارجه استرالیا نیز در توئیتی نوشت اعدام این سه نفر «نمونه‌ای از وحشیگری رژیم علیه مردمش است».
کمیته حقیقت‌یاب سازمان ملل در مورد سرکوب معترضان در ایران اعلام کرد شواهدی در دست دارد که نشان می‌دهد روند محاکمهٔ این سه جوان معترض براساس «اعتراف‌هایی صورت گرفته که زیر شکنجه گرفته شده است».